# Catàleg d'exposició
Un catàleg d'exposició és un imprès que sol acompanyar les exposicions d'art, on es relacionen les peces exhibides i sovint se n'hi inclouen una o més reproduccions. En les grans exposicions col·lectives franceses, els Salons, els catàlegs s'iniciaren el 1673, tanmateix és un tipus d'imprès que no es generalitzarà fins al segle xix. Quan, a part de les grans exposicions oficials, aparegueren les exposicions en sales privades els catàlegs aviat foren element indispensable per a la promoció de les exposicions. A les acaballes del segle xix començaren a proliferar els catàlegs individuals, a part dels col·lectius, i al llarg del segle XX i el que va del XXI aquesta tònica es mantingué.
El catàleg d'exposicions no ha estat objecte de gaire atenció bibliogràfica fins data força recent. Actualment, però, ja es considera que la seva recopilació i buidat és essencial per a conèixer la història de l'art del seu temps. A Catalunya aquest tipus d'impresos, dels que n'hi ha àmplies col·leccions a l'Arxiu Històric de la Ciutat de Barcelona, la Biblioteca de Catalunya o la Biblioteca del MNAC, ha estat repertoriat per l'Institut d'Estudis Catalans.